# Строум, Дилан
Ди́лан Стро́ум (англ. Dylan Strome; 7 марта 1997, Миссиссога, Канада) — профессиональный канадский хоккеист, центральный нападающий клуба НХЛ «Вашингтон Кэпиталз». На драфте НХЛ 2015 года Строума выбрала «Аризона» под общим третьим номером — вслед за безоговорочными лидерами всех скаутских служб Коннором Макдэвидом и Джеком Айкелом. Строум является серебряным призёром молодёжного чемпионата мира 2017 года в составе молодёжной сборной Канады и взрослого чемпионата мира 2019 года в составе взрослой сборной Канады.

## Игровая карьера
Дилан Строум был выбран в первом раунде драфта 2015 года под третьим номером клубом «Аризона Койотис», годом ранее на драфте юниоров КХЛ был выбран клубом «Металлург (Магнитогорск)» под общим 202-м номером. 6 июля 2015 года он подписал с «Койотис» трёхлетний контракт новичка на общую сумму 2,775 миллионов долларов США. Строум дебютировал в НХЛ 18 октября 2016 года в матче против «Оттавы Сенаторз». В этой же встрече он набрал своё первое очко за результативную передачу. 21 ноября того же года, проведя только семь матчей и набрав в них одно очко, Строум был отправлен в клуб ОХЛ «Эри Оттерз», где он и выступал до конца сезона.
Первую шайбу в НХЛ Строум забросил 3 декабря 2017 года в ворота Кита Кинкейда из «Нью-Джерси Девилз».
25 ноября 2018 года Дилана Строума и Брендана Перлини обменяли на Ника Шмальца в «Чикаго Блэкхокс».

## Личная жизнь
У Дилана есть старший брат Райан и младший брат Мэттью, которые также являются профессиональными хоккеистами.

## Статистика
| Легенда | Легенда                    | Легенда | Легенда                   | Легенда | Легенда    |
| ------- | -------------------------- | ------- | ------------------------- | ------- | ---------- |
| И       | Количество проведённых игр | Штр     | Штрафное время            | +/−     | Плюс-минус |
| Г       | Голы                       | П       | Голевые передачи          | О       | Очки       |
| -       | Статистика неизвестна      | —       | Статистика не учитывалась |         |            |